# Zhongzhai (ort)
Zhongzhai är en ort i Kina. Den ligger i provinsen Hunan, i den södra delen av landet, omkring 380 kilometer väster om provinshuvudstaden Changsha. Antalet invånare är 1 110.
Runt Zhongzhai är det ganska tätbefolkat, med 155 invånare per kvadratkilometer. Närmaste större samhälle är Lantian, 19,1 km söder om Zhongzhai. I omgivningarna runt Zhongzhai växer i huvudsak blandskog.
Genomsnittlig årsnederbörd är 1 671 millimeter. Den regnigaste månaden är maj, med i genomsnitt 276 mm nederbörd, och den torraste är december, med 46 mm nederbörd.